# Tentativa de golpe de Estado no Catar em 1996
A tentativa de golpe de Estado no Catar em 1996 foi uma tentativa de golpe de Estado contra o Emir do Catar Hamad bin Khalifa Al Thani, que foi frustrada na noite de 14 de fevereiro de 1996, menos de um ano após o inicio do reinado de Hamad bin Khalifa. A inteligência catarense denominou a tentativa de golpe como "Operação Abu Ali".

## Motivações
O príncipe herdeiro Hamad bin Khalifa Al Thani realizou um golpe palaciano bem sucedido contra seu pai Khalifa bin Hamad em 27 de junho de 1995, tornando-se assim formalmente emir do Catar. O golpe, decretado enquanto o xeique Khalifa estava em visita à Suíça, ocorreu sem derramamento de sangue. Em resposta à transferência de poder, o xeique Khalifa chamou seu filho de "homem ignorante" e proclamou que ainda era o governante legítimo. Posteriormente, Khalifa bin Hamad recebeu refúgio nos Emirados Árabes Unidos.
O primeiro ano de reinado do Emir Hamad observou-se medidas importantes sendo tomadas para promover a liberdade de imprensa, bem como disposições para um parlamento democraticamente eleito. Isto estava em nítido contraste com o seu pai, cujas políticas e valores eram mais tradicionais e culturalmente conservadores.

## Golpe de Estado

### Conspiração
Muitos membros do alto escalão da família Al Thani, que ainda eram aliados do emir deposto, organizaram um contragolpe para depor o emir Hamad. O Catar, e alguns diplomatas ocidentais, afirmaram que o golpe tinha apoio estrangeiro, principalmente dos Emirados Árabes Unidos, da Arábia Saudita, do Egito e do Barém.
O ponto crucial da operação compreenderia que homens armados colocassem o Emir Hamad em prisão domiciliar em sua residência fora da Estrada Al Rayyan. Isso estava originalmente planejado para ocorrer às 5 da manhã de 16 de fevereiro, mas seria alterado para 14 de fevereiro para reduzir as chances da trama golpista ser descoberta. De acordo com a inteligência catarense, essa mudança ocorreu a mando de Mohammed bin Zayed Al Nahyan, então chefe das Forças Armadas dos Emirados Árabes Unidos. Além disso, os documentos da inteligência catarense afirmavam que, depois de assumirem o comando total das instalações militares do Catar, os conspiradores seriam despachados para assistência às milícias na Arábia Saudita. No entanto, o golpe foi descoberto e frustrado antes que pudesse ser realizado.

### Julgamento
O primo do emir, o ex-ministro da Economia e chefe da polícia Hamad bin Jassim bin Hamad Al Thani, foi considerado como o principal arquiteto do golpe. Após anos escapando das autoridades, foi finalmente preso em julho de 1999 e levado a julgamento. Em fevereiro de 2000, Hamad bin Jassim, bem como outros 32 conspiradores, receberam sentenças de prisão perpétua por planejar o golpe. Outros 85 réus adicionais foram condenados por acusações relacionadas com o golpe; alguns foram julgados à revelia. Todos os réus presentes se declararam inocentes.

## Resultado
Em uma investigação conduzida pela organização de mídia semi-governamental catarense, a Al Jazeera, Fahad Al-Malki, um dos principais membros da tentativa de golpe, foi entrevistado. Ele alegou que Hamad bin Isa Al Khalifa, então príncipe herdeiro do Barém, transferiu-lhe $265.000 para a realização de atentados após a tentativa golpista em todo o Catar sob o disfarce de um grupo de oposição ao Emir Hamad bin Khalifa Al Thani denominado "A Restauração de Legitimidade". Em outubro de 1996, Al Malki ordenou que uma bomba fosse plantada no escritório do Departamento de Imigração, mas suas tentativas foram frustradas uma vez que a bomba não detonou como esperado. Mais tarde, fugiria para os Emirados Árabes Unidos para evitar julgamento.